# سیارک ۱۲۸۶
سیارک ۱۲۸۶ (به انگلیسی: 1286 Banachiewicza، نامگذاری:1933QH) هزار و دویست و هشتاد و ششمین سیارک کشف شده‌است که در ۲۵ اوت ۱۹۳۳ کشف شد.
قدر مطلق سیارک برابر ۱۰٫۸۸ است.